# Бомон-Луесто
Бомон-Луесто (фр. Beaumont-Louestault) — муніципалітет у Франції, у регіоні Центр — Долина Луари, департамент Ендр і Луара. Бомон-Луесто утворено 1 січня 2017 року шляхом злиття муніципалітетів Бомон-ла-Ронс i Луесто. Адміністративним центром муніципалітету є Бомон-ла-Ронс. Населення — 1765 осіб (01.01.2021).